# Noritani
I Noritani o Norenses furono un'antica tribù della Sardegna descritta da Tolomeo (III, 3). Abitarono nell'estremità meridionale dell'isola, subito a sud dei Neapolitani e dei Valentini. La loro capitale fu Nora (l'odierna Pula).